# شالگیاخ
شالگیاخ (به لاتین: Shalgyakh) یک منطقه مسکونی در جمهوری آذربایجان است که در شهرستان خیزی واقع شده‌است.